# 大華府地區中文學校聯誼會
大華府地區中文學校聯誼會(英語：Washington Metropolitan Association of Chinese Schools)是美国巴尔的摩-华盛顿都市区的一个中文学校的联盟。

## 历史
大華府地區中文學校聯誼會，创建于1987年，第一任会长是周继顺女士。大華府地區中文學校聯誼會促进了会员学校之间的交流沟通，提供教师研习会和书法课程，以及年度田径运动会等。
此外，联谊会还会面向8到18岁的华人青年开设年度中文学校夏令营。创建于1989年的夏令营由于一些原因，使得它在参加者之间颇受欢迎，有露营者甚至一年又一年返回营地，在高中毕业成为辅导员也返回参加。该营地曾经在美利坚大学，陶森大学，索尔兹伯里大学，铁杉营，弗罗斯特堡州立大学举办过夏令营。

## 歷屆會長
- 2022 - 2024    李中慧
- 2020 - 2022    汪良元
- 2018 - 2020    林宏圖
- 2016 - 2018    楊賢俊
- 2014 - 2016	王麗萍
- 2012 - 2014	管士彥
- 2010 - 2012	王楚
- 2008 - 2010	李定遠
- 2006 - 2008	盧瑞平
- 2004 - 2006    邊海嶼
- 2003 - 2004    譚建武
- 2001 - 2003	邊海嶼
- 2000 - 2001	李定遠
- 1999 - 2000	呂思明女士
- 1998 - 1999 	周秉仁
- 1996 - 1998	慰資女士
- 1994 - 1996	周邦貞女士
- 1993 - 1994	沈弘
- 1991 - 1993    季蕉森
- 1987 - 1991	周繼順女士

## 會員学校
- 中華聖經教會中文學校	 CBCM Chinese School
- 北維中文學校	Northern Virginia Chinese School
- 巴城中文學校	Chinese Language School of Baltimore
- 哥城中文學校	Chinese Language School of Columbia
- 光華中文學校	Richmond Chinese School
- 德立華中文學校  Chinese School of Delaware
- 德明中文學校	Deh Ming Chinese School
- 洛城中文學校	Rockville Chinese School
- 實驗中文學校	Experimental Chinese School
- 維華中文學校	Wei Hwa Chinese School
- 駐美代表處中文學校	TECRO Chinese School
- 華府慈濟人文學校	The Tzu-Chi Academy USA
- 黎明中文學校	The Li-Ming Chinese Academy
- 華府台灣學校	Washington DC Taiwanese School
- 華府中文學校	Washington School of Chinese Language and Culture
- 光啟中文學校	Washington Kuang Chi Chinese School
- 中華文化藝術學會	Chinese Cultural & Arts Institute